# Ewa Synowska
Ewa Synowska (* 19. August 1974 in Krakau) ist eine ehemalige polnische Schwimmerin. Sie gewann eine Bronzemedaille bei Europameisterschaften auf der 50-Meter-Bahn.

## Sportliche Karriere
Ewa Synowska schwamm für Korona Krakau.
Bei den Europameisterschaften 1991 in Athen trat Synowska auf beiden Lagenstrecken an. Über 400 Meter Lagen siegte die Ungarin Krisztina Egerszegi vor der Rumänin Beatrice Coadă, Synowska erschwamm die Bronzemedaille. Über 200 Meter Lagen wurde sie vier Tage später Sechste.
1992 bei den Olympischen Spielen in Barcelona belegte Ewa Synowska den achten Platz über 400 Meter Lagen. Auch über 200 Meter Lagen erreichte Synowska das A-Finale und wurde gleichfalls Achte. Schließlich trat Synowska auch über 200 Meter Schmetterling an. Als Dritte des B-Finales wurde sie Elfte der Gesamtwertung.
1993 bei den Europameisterschaften in Sheffield wurde Synowska Achte über 400 Meter Lagen. Über 200 Meter Lagen schlug sie als Vierte an, 0,32 Sekunden hinter der Drittplatzierten.
1994 trat Synowska noch im Weltcup an, aber nicht bei den Weltmeisterschaften.